# هشت‌پای مائوری
هشت‌پای مائوری یا هشت‌پای نیوزیلندی (با نام علمی Macroctopus maorum) نام گونه‌ای است که در آب‌های اطراف نیوزیلند و جنوب استرالیا زندگی می‌کند.

## تعامل با دیگر جانوران

### کوسه‌ها
یک تیم تحقیقاتی در نیوزیلند، طی یک مأموریت میدانی جهت مطالعهٔ پرندگان و حیات دریایی در دسامبر ۲۰۲۳ یک اختاپوس مائوری را در بالای سر کوسه‌ای مشاهده کردند؛ در واقع این اختاپوس روی سر کوسه ماکوی باله کوتاه سوار شده بود. تیم تحقیقاتی مذکور این پدیده را با عنوان sharktopus (کوسه‌اختاپوس) نام‌گذاری کرده و آن را یکی از شگفت‌انگیزترین مشاهدات خود در دریا توصیف کردند. اگرچه احتمالاً کوسه قادر به دیدن اختاپوس نبود، به احتمال زیاد از مسافر خود آگاه بود. کوسه‌ها دارای اندام‌های حسی به نام خط جانبی (lateral line) در سراسر بدن خود هستند تا به آن‌ها کمک کند که دنیای اطراف خود را درک کنند.
کوسه‌ها و نهنگ‌ها گاهی میزبان ماهی‌های مکنده هستند که برای محافظت به آن‌ها می‌چسبند و در عین حال پوست مرده و انگل‌ها را از بدن میزبان پاک می‌کنند. کوسه‌های ماکو به جهش از سطح آب نیز شهرت دارند. برخی پژوهشگران معتقدند که پرش کوسه‌ها تلاشی برای جداکردن این همراهان ناخواسته است. با این حال، در این مورد، کوسه واکنشی نشان نداد و به‌نظر نمی‌رسید ناراضی باشد. نکتهٔ مبهم آن است که کوسه و اختاپوس چگونه به هم رسیده‌اند. اختاپوس‌های مائوری معمولاً در بستر دریا زندگی می‌کنند، در حالی که کوسه‌های ماکو در اعماق بیش از ۳۰۰ متر شنا می‌کنند و معمولاً در نزدیکی بستر دیده نمی‌شوند.